# Ridolfia segetum
Ridolfia es un género monotípico  perteneciente a la familia  Apiaceae. Su única especie: Ridolfia segetum, es originaria de la región del Mediterráneo.

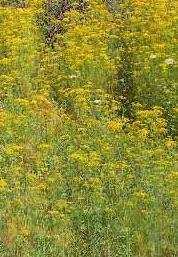
Vista de la planta

## Descripción
Es una hierba anual, glabra. Tallos  de 15-140(210) cm, erectos, estriados, sólidos, ramificados desde la base, sin restos fibrosos en la base. Hojas basales –tempranamente caedizas– y medias 15-28 × 10-22 cm, 3-4(6) pinnatisectas, de contorno triangular, pecioladas, divisiones de último orden 5-15 × 0,3-0,5 mm, filiformes, vainas 1,5-4 × 0,5-1,6 cm. Umbelas terminales y laterales, con 8-56 radios de 18-51 mm, subiguales. Umbélulas con 15-36 flores, radios 4-14 mm –los internos muy cortos–. Pétalos 1,9-2 mm, emarginados, con el ápice incurvado, amarillos. Estilos 0,2-0,3 mm en la fructificación. Frutos 1,2-2,7 mm; mericarpos de sección semielíptica, con las 5 costillas primarias poco perceptibles o finas y de color claro, que destacan sobre el fondo oliváceo; vitas de color castaño obscuro, a menudo visibles externamente; carpóforo persistente tras la caída de los mericarpos. Tiene un número de cromosomas de 2n = 22; n = 11.

## Distribución y hábitat
Se encuentra en márgenes de caminos y cultivos; a una altitud de 0-650(1000) metros, e el Sur de Europa, Anatolia, Líbano, Palestina, Azores, Canarias y Norte de África; naturalizada en el Perú. Principalmente en el S y E de la península ibérica e Islas Baleares.

## Propiedades
Las semillas y las hojas contienen un aceite esencial, y la planta tiene un olor fuerte. Se utiliza como una hierba en la industria de la salmuera. La planta se puede comer en su forma cruda o cocida.
Ridolfia segetum también se utiliza con fines medicinales. Se utiliza en el Mediterráneo como un medicamento para la regulación de los períodos menstruales de las mujeres, y para aumentar el flujo de leche en las madres lactantes. Usos medicinales adicionales como prevenir el estreñimiento, tos, gas, infecciones de las vías respiratorias y los piojos.

## Taxonomía
Ridolfia segetum fue descrita por (Linneo) Giuseppe Giacinto Moris y publicado en Ind. Sem. Hort. Taur. 43. 1841.